# Nothobranchius ruudwildekampi
Nothobranchius ruudwildekampi är en fiskart som beskrevs av Costa 2009. Nothobranchius ruudwildekampi ingår i släktet Nothobranchius och familjen Nothobranchiidae. Inga underarter finns listade i Catalogue of Life.